# Pietà (Étienne-Martin)
La Pietà d'Étienne-Martin est une sculpture en bois, elle a été réalisée par cet artiste en 1944 et acquise en 2008 par le musée des Beaux-arts de Lyon.

## Histoire
1944 est l'année de la fin de la Seconde Guerre mondiale en France, Étienne-Martin se trouve à Mortagne-au-Perche dans l'Orne où il réalise cette sculpture. Elle est acquise par le galériste lyonnais Marcel Michaud avec qui il a fondé le groupe Témoignage; sa fille Françoise Dupuy-Michaud la cède, avec d'autres œuvres, au musée des Beaux-arts de Lyon en 2008.

## Description
Cette sculpture est taillée d'un seul bloc dans un tronc de tilleul puis polie. Ses dimensions sont : 115 x 55 × 40 cm.
Elle représente deux figures verticales étroitement liées : une mère tenant dans ses bras son fils mort. Son corps est maigre, déformé, les côtes sont saillantes, dans la poitrine et au creux des mains, il garde la trace des clous qui l'ont crucifié. L'expression de la douleur est intense.
On remarque l'influence de Gauguin, des formes océaniennes, et « un pathos hérité de l'expressionnisme d'Ernst Barlach » selon Dufieux et Stuccili.

### La Pietà
Dans l'iconographie chrétienne, c'est une  représentation d'une Vierge de pitié, Marie tient sur ses genoux son fils Jésus-Christ, après la descente de croix. La Mater dolorosa évoque la souffrance et le deuil, faisant ici allusion à la tragédie de la guerre. La maigreur du Christ évoque les morts des camps de concentration.

## Expositions
En 2011, la première rétrospective de l’artiste est présentée au musée des Beaux-Arts de Lyon.
Du 25 juin 2014 au 16 septembre 2014, une exposition au MBA rend un Hommage à Étienne-Martin.